# Вјатскије Пољани
Вјатскије Пољани (рус. Вятские Поляны) град је у Русији у Кировској области. Према попису становништва из 2010. у граду је живело 35162 становника.

## Становништво
| 1939.  | 1959.  | 1970.  | 1979.  | 1989.  | 2002.  | 2010.  |
| ------ | ------ | ------ | ------ | ------ | ------ | ------ |
| 10.624 | 25.717 | 32.729 | 37.624 | 44.513 | 40.282 | 35.162 |